# Ján Danko (politik HZDS)
Ján Danko (5. května 1950 – 7. února 2016) byl slovenský politik za HZDS, po sametové revoluci československý poslanec Sněmovny národů Federálního shromáždění, od 90. let poslanec Národní rady SR.

## Biografie
Ve volbách roku 1992 byl za HZDS zvolen do slovenské části Sněmovny národů. Ve Federálním shromáždění setrval do zániku Československa v prosinci 1992. Uvádí se bytem Trebišov.
V parlamentních volbách na Slovensku roku 1994 byl zvolen poslancem Národní rady Slovenské republiky za HZDS. Mandát obhájil v parlamentních volbách roku 1998. Byl mu udělen Řád Andreje Hlinky. Neúspěšně kandidoval za HZDS i v parlamentních volbách roku 2002.
V roce 1998 se kromě své politické dráhy uváděl i jako čestný předseda hokejového klubu Trebišov.